# Semiothisa lituraria
Semiothisa lituraria är en fjärilsart som beskrevs av Jacob Hübner 1823. Semiothisa lituraria ingår i släktet Semiothisa och familjen mätare. Inga underarter finns listade i Catalogue of Life.